# FA Charity Shield 1951
Lo FA Charity Shield 1951, noto in italiano anche come Supercoppa d'Inghilterra 1951, è stata la 29ª edizione della Supercoppa d'Inghilterra.
Si è svolto il 24 settembre 1951 al White Hart Lane di Londra tra il Tottenham, vincitore della First Division 1950-1951, e il Newcastle, vincitore della FA Cup 1950-1951.
A conquistare il titolo è stato il Tottenham che ha vinto per 2-1 con reti di Peter Murphy e Les Bennett.

## Partecipanti
| Squadre       | Qualificazione                           | Partecipazioni precedenti (il grassetto indica la vittoria) |
| ------------- | ---------------------------------------- | ----------------------------------------------------------- |
| Tottenham     | Vincitore della First Division 1950-1951 | 2 (1920, 1921)                                              |
| Newcastle Utd | Vincitore della FA Cup 1950-1951         | 2 (1909, 1932)                                              |

## Tabellino
| Londra 24 settembre 1951                                 | Tottenham | 2 – 1 referto | Newcastle | White Hart Lane (27.760 spett.) |
| \| \| \| \| \| Murphy Bennett \| Marcatori \| Milburn \| |           |               |           |                                 |
|                                                          |           |               |           |                                 |
| Murphy Bennett                                           | Marcatori | Milburn       |           |                                 |

### Formazioni
| Tottenham:  |    |                 |
|             |    |                 |
| P           | 1  | Ted Ditchburn   |
| D           | 2  | Charlie Withers |
| D           | 3  | Arthur Willis   |
| C           | 4  | Bill Nicholson  |
| C           | 5  | Harry Clarke    |
| C           | 6  | Ron Burgess     |
| A           | 7  | Sonny Walters   |
| A           | 8  | Les Bennett     |
| A           | 9  | Len Duquemin    |
| A           | 10 | Peter Murphy    |
| A           | 11 | Les Medley      |
| Allenatore: |    |                 |
| Arthur Rowe |    |                 |

| Newcastle Utd: |    |                |
|                |    |                |
| P              | 1  | Ronnie Simpson |
| D              | 2  | John Duncan    |
| D              | 3  | Alf McMichael  |
| C              | 4  | Joe Harvey     |
| C              | 5  | Frank Brennan  |
| C              | 6  | Ted Robledo    |
| A              | 7  | Tommy Walker   |
| A              | 8  | George Robledo |
| A              | 9  | Jackie Milburn |
| A              | 10 | George Hannah  |
| A              | 11 | Bobby Mitchell |
| Allenatore:    |    |                |
| Stan Seymour   |    |                |